# Musculus auricularis anterior
Der Musculus auricularis anterior („vorderer Ohrmuskel“) ist ein kleiner Hautmuskel des Kopfes und der kleinste der Ohrmuschelmuskeln. Er entspringt an der Seitenkante der Galea aponeurotica und setzt an der Vorderseite der Helix der Ohrmuschel an.
Bei Tieren, bei denen die Ohren deutlich beweglicher sind und eine größere Rolle in der Mimik und dem Sozialverhalten spielen („Ohrspiel“), sind mehrere vordere Ohrmuskeln ausgebildet. Sie werden als Musculi auriculares rostrales bezeichnet. In diese Muskelgruppe ist ein kleines Knorpelblättchen – die sogenannte Cartilago scutularis (v. lat. scutum „Schild“) – eingelagert. Im Einzelnen sind dies:
- Musculus scutuloauricularis superficialis
- Musculus scutuloauricularis profundus
- Musculus frontoscutularis
- Musculus zygomaticoscutularis
- Musculus frontoscutularis
- Musculus frontoauricularis.